# BabyMonster
BabyMonster (en hangul, 베이비몬스터; estilizado en mayúsculas), también conocido como Baemon (en hangul, 베몬), es un grupo femenino surcoreano formado por YG Entertainment mediante el programa Last Evaluation (2023). Está compuesto por siete miembros: Ruka de Japón, Pharita de Tailandia, Asa de Japón, Ahyeon, Rami, Rora de Corea y Chiquita de Tailandia. El grupo debutó el 27 de noviembre de 2023 con el sencillo Batter Up, y lanzaron su primer EP titulado BabyMons7er el 1 de abril del 2024.

## Historia

### 2018-2022: formación y actividades previas al debut
Tras el lanzamiento de los grupos femeninos representativos de YG Entertainment, 2NE1 (2009) y Blackpink (2016), las noticias sobre un próximo grupo femenino del sello empezaron a circular en 2018. La empresa recibió postulantes de varios países, algunos de los cuales fueron aceptados en su programa de capacitación a los 10 años, con una capacitación promedio de cuatro a cinco años. En el número de reclutas, cada posible miembro se ubicó primero frente a miles en sus respectivas audiciones. En enero de 2020, las formas escritas de «BabyMonster», uno de los muchos nombres inicialmente considerados para Blackpink, y «Baemon» (una abreviatura silábica del primero) fueron registradas en inglés y coreano por la discográfica y tentativamente utilizadas por los medios hasta la eventual divulgación de sus usos oficiales.
El proceso de selección del grupo se relató en Last Evaluation (2023), un programa de telerrealidad filmado un año antes de su emisión, que muestra a siete miembros potenciales. El fundador de YG Entertainment, Yang Hyun-suk, solicitó la asistencia de Lee Su-hyun de AKMU, y Kang Seung-yoon y Lee Seung-hoon de Winner, entre otros, para juzgar, clasificar y determinar su formación durante la duración del programa. Yang reveló que la cantidad de miembros que planeó por primera vez en la etapa inicial eran cinco; sin embargo, se finalizó teniendo siete integrantes, con tres surcoreanas (Ahyeon, Rami, Rora), dos japonesas (Ruka, Asa) y dos miembros tailandesas (Pharita, Chiquita). Ahyeon, Ruka, Chiquita, Rami y Pharita fueron seleccionadas por el sello, mientras que Rora y Asa estaban contempladas para ser colocadas en dos proyectos diferentes antes de finalmente unirse a la formación definitiva como la «elección de los fanáticos».
Varias miembros de su alineación ya tenían experiencia previa en la industria del entretenimiento antes de su aceptación en YG Entertainment. Rami comenzó a trabajar como modelo infantil a los dos años; Ruka y Asa debutaron en el grupo japonés Shibu3 project y Rora en el grupo de música infantil U.SSO Girl con Hyein de NewJeans en 2017, respectivamente; y Pharita modeló en concursos y audicionó en programas de telerrealidad de supervivencia. Ruka fue la que entrenó por más tiempo de las siete, precediendo a Asa y Rami que audicionaron en 2018, Rora en mayo de 2018 y Ahyeon en diciembre de 2018. Pharita fue elegida entre 1226 solicitantes en medio de su audición en julio de 2020, convirtiéndose en la sexta en ser aceptada. Chiquita fue la miembro final en unirse a BabyMonster, entrenando durante tres meses desde su reclutamiento en 2021, el período más corto de entre todas las miembros. Durante este tiempo, se reveló que las voces de los miembros se presentarían en el coro final del sencillo principal, «Iyah» (en hangul, 아이야; romanización revisada, aiya) del compañero de agencia Kang Seung-yoon.

### 2023-2024: Introducción y debut

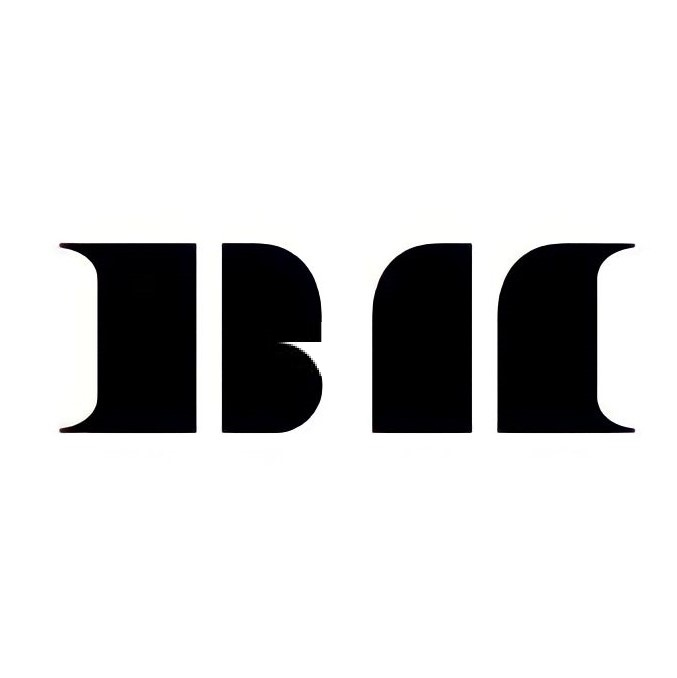
Babymonster logo

YG Entertainment marcó la presentación formal del septeto el 30 de diciembre de 2022, con un póster y el subtexto «YG Next Movement». Anunció un video similar a un tráiler publicado en YouTube el día de Año Nuevo que obtuvo 15 millones de visitas en tres días, y contó con apariciones de miembros de Winner y Blackpink, el dúo de hermanos AKMU, la bailarina y coreógrafa Leejung Lee, y el fundador del sello Yang Hyun-suk. La presentación de BabyMonster, junto con el anuncio del posible regreso de G-Dragon como solista ese mismo día, contribuyó a un aumento posterior en las acciones de la etiqueta, con un salto del 11,74 %. Las siete miembros fueron reveladas al público a través de lanzamientos graduales de videos de presentaciones en vivo a partir del 12 de enero (en orden: Rami, Ahyeon, Chiquita, Asa, Rora, Pharita y Ruka). El canal de YouTube de BabyMonster pronto superó el millón de suscriptores en 52 días desde su creación el 28 de diciembre de 2022, y los dos millones de suscriptores en 129 días, convirtiéndose en el grupo de chicas de K-pop más rápido en alcanzar el hito.
El grupo lanzó dos sencillos como un sexteto, titulados «Batter Up» y «Stuck in the Middle», el 27 de noviembre de 2023 y el 1 de febrero de 2024, respectivamente. «Batter Up» fue el sencillo debut del sexteto y el lanzamiento previo al debut de BabyMonster. Posteriormente, Ahyeon, quien no pudo participar en estas canciones debido a problemas de salud aunque no se fue del grupo, tiempo después se reintegró para promocionar como un grupo completo de siete miembros.
El debut oficial del grupo se dio con el lanzamiento del EP BabyMons7er el 1 de abril de 2024. Fue promocionado con el sencillo «Sheesh» e incluyó nuevas grabaciones de «Batter Up» y «Stuck in the Middle» con las siete miembros, junto con un regalo titulado "Like That" de Charlie Puth, tras una versión viral de "Dangerously" cantada por Ahyeon.  El álbum tuvo más de 460 000 órdenes anticipadas y debutó en el número tres en la Circle Album Chart. Inicialmente obtuvo una recepción moderada, "Sheesh" ascendió en las listas nacionales tras un aumento de popularidad gracias a sus presentaciones en vivo,  alcanzando el puesto número diez en el Circle Digital Chart. Además, se convirtió en la entrada más alta para un grupo femenino de K-pop en Spotify ese año,En conmemoración de su debut, se realizó una tienda emergente en The Hyundai Seoul el mismo día durante diez días, recibiendo a 2,000 visitantes en sus primeros dos días. En conjunto con su último lanzamiento, el septeto inició su primera gira de encuentros con fanáticos en mayo, abarcando seis regiones asiáticas: Singapur, Japón, Tailandia, Taiwán, Indonesia y Corea del Sur. Como resultado, Babymonster ingresó a recintos de clase "arena" dentro de los cuarenta días posteriores a su debut, vendiendo 26,000 boletos solo en su parada en Tokio.
Para el primer álbum de estudio de Babymonster, se lanzó un sencillo digital de preestreno titulado "Forever" el 1 de julio. El álbum de estudio, titulado Drip, se lanzó el 1 de noviembre y fue liderado por dos sencillos, "Clik Clak" y "Drip". Cabe destacar que este último contó con la participación de G-Dragon, quien participó en su composición y grabación de demostración, mientras que Mino de Winner contribuyó como coautor de la canción del lado B del álbum, "Really Like You". A través del álbum, el septeto logró un nuevo hito en su carrera, registrando 820,000 pedidos para el 8 de noviembre, casi duplicando las ventas de su álbum debut Babymons7er en el momento de su lanzamiento. Además, se convirtió en su primera entrada en el Billboard 200, debutando en el puesto número 149, La canción principal del mismo nombre alcanzó un nuevo récord personal, llegando al puesto número 30 en el Billboard Global 200, y adquirió popularidad tardía en Corea y Japón, gracias a la viralidad de sus presentaciones en vivo en el SBS Gayo Daejeon y The First Take, respectivamente. Como resultado, el septeto consiguió su segundo éxito en el top diez del Circle Digital Chart y alcanzó su punto más alto en la historia del grupo en el Billboard Japan Hot 100, en el puesto número 26.

## 2025-presente: Primer Gira Mundial

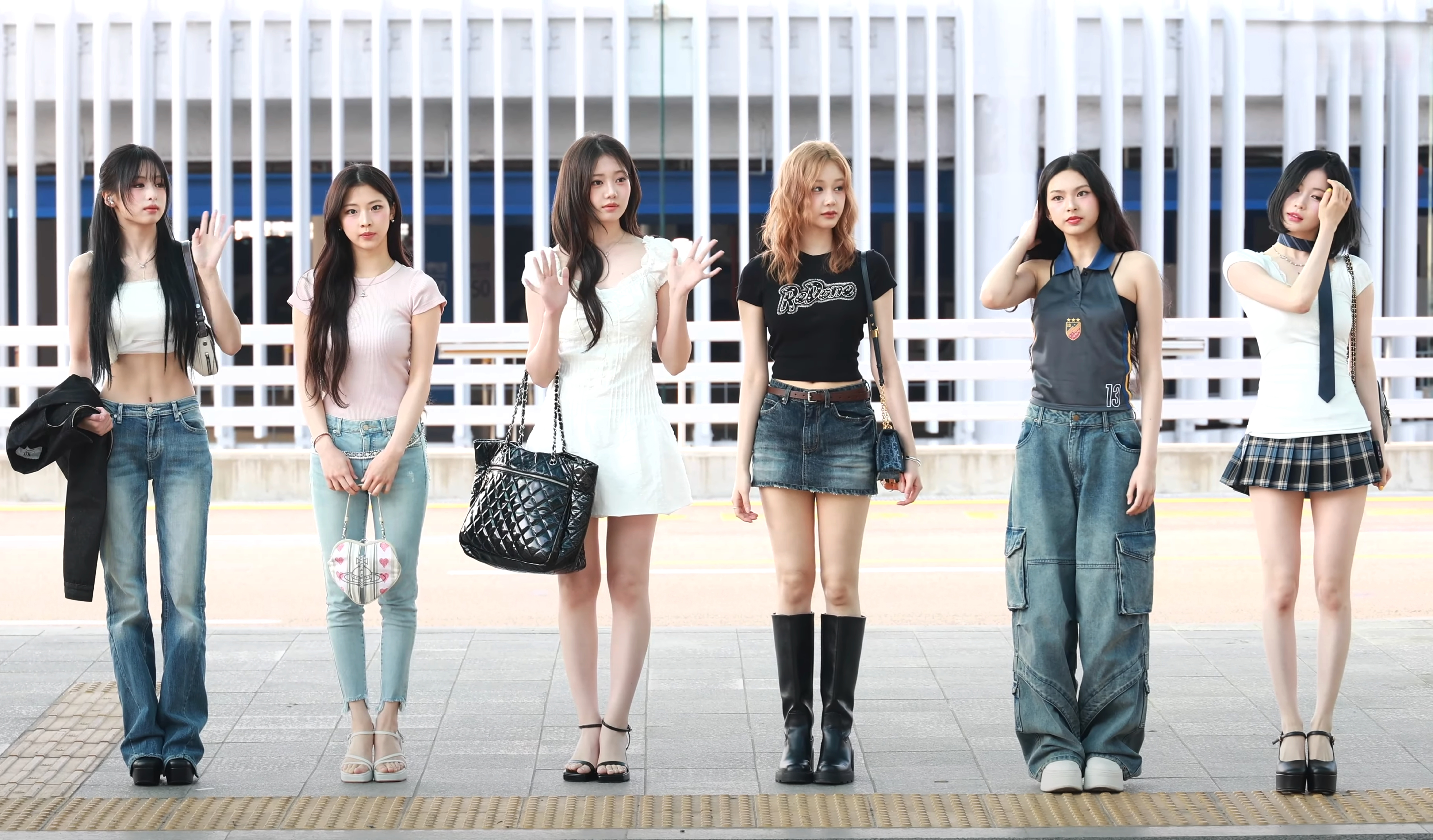
Babymonster sale del Aeropuerto Internacional de Incheon con destino a la etapa asiática de su gira mundial Hello Monsters en mayo de 2025.

Del 25 al 26 de enero de 2025, Babymonster realizó un concierto de dos días en el KSPO Dome de Seúl, marcando el inicio de su primera gira mundial Hello Monsters; el evento atrajo a una audiencia de aproximadamente 20,000 personas. Cabe destacar que el grupo de siete integrantes se convirtió en el acto femenino que más rápido ha realizado un concierto en ese recinto, logrando este hito a solo ocho meses de su debut en abril de 2024.
El éxito alcanzado durante la etapa norteamericana de la gira, que incluyó dos presentaciones en Newark y Los Ángeles, llevó al anuncio de seis nuevos conciertos en la región, con actuaciones en Toronto, Rosemount, Atlanta, Fort Worth, Oakland y Seattle.
Además, la etapa japonesa de la gira vendió las 100,000 entradas iniciales, lo que llevó a la apertura de asientos con vista restringida y a la adición de más funciones para satisfacer la demanda. Como resultado, el grupo reunió a una audiencia de 150,000 personas a lo largo de diez conciertos en el país, en un tiempo récord para un grupo femenino de K-pop. Debido a problemas de salud, Rami estuvo ausente durante el resto de la gira por Asia, a partir del concierto en Singapur el 17 de mayo, seguido por presentaciones en Hong Kong, Ciudad Ho Chi Minh, Bangkok, Yakarta, Kuala Lumpur y Taipéi; reuniendo un total de 100,000 personas a lo largo de diez presentaciones con entradas agotadas.
Lanzado el 1 de julio, "Hot Sauce", el primero de una secuencia de dos sencillos de prelanzamiento para el segundo EP del grupo, fue grabado como un conjunto de seis integrantes debido a la continuidad del receso de Rami. El sencillo digital rindió homenaje a Seo Taiji and Boys y su debut de 1992, tanto en el sonido —inspirado en el hip-hop de finales de los años 80— como en lo visual, destacando un logotipo diseñado al estilo de la tipografía original del álbum del trío. Se espera que un segundo sencillo sea lanzado en septiembre.

## Estilo artístico

### Imagen y recepción
Babymonster fue creado con una imagen que refleja sus personalidades contrastantes: un lado "baby", que muestra encanto e inocencia fuera del escenario, y un lado "monstruoso", que demuestra una actuación feroz y poderosa sobre el escenario. Esta dualidad resalta con frecuencia su versatilidad y profundidad como artistas. Además, el grupo fue diseñado para encarnar el carisma de 2NE1 y el glamur de Blackpink, dos reconocidos grupos femeninos de YG Entertainment. La combinación de cualidades que el grupo representa es más conocida como “YG DNA”,un estilo característico que fusiona talento, audacia y un “toque distintivo”.
El septeto ha sido reconocido como un grupo "todo terreno", con cada integrante destacándose en diversas habilidades como el canto, el rap y el baile. También han sido etiquetadas como "élites" por el público y los medios debido a su talento y dedicación. Estas habilidades construyeron para el grupo un repertorio que se convirtió en un sello distintivo de su identidad, evidente en sus presentaciones en vivo. A diferencia de muchos actos de K-pop que dependen en gran medida de pistas de acompañamiento para priorizar la coreografía, la moda y lo visual, Babymonster se distinguió por mostrar su talento en crudo, lo que las diferencia dentro de la saturada industria del K-pop. Además, el grupo domina varios idiomas, incluidos el coreano, inglés, japonés, tailandés y chino, lo que les permite conectar con una audiencia global diversa, consolidando su reputación como un grupo multinacional.
En una encuesta realizada por la revista de negocios del entretenimiento JoyNews24, doscientas personas de la industria —incluyendo compañías de entretenimiento, emisoras, productores de contenido para cine y televisión, y periodistas especializados— posicionaron al grupo como noveno en la categoría de "Artistas Más Esperados de Finales de 2021 y 2022", empatado con Ive, entre otros. Tras su debut, BabyMonster fue reconocido como uno de los "Líderes de la Próxima Generación" en una encuesta realizada por Sisa Journal y Gallup Korea, y como uno de los once artistas nombrados "El Futuro de la Música" por Rolling Stone Korea en 2024.

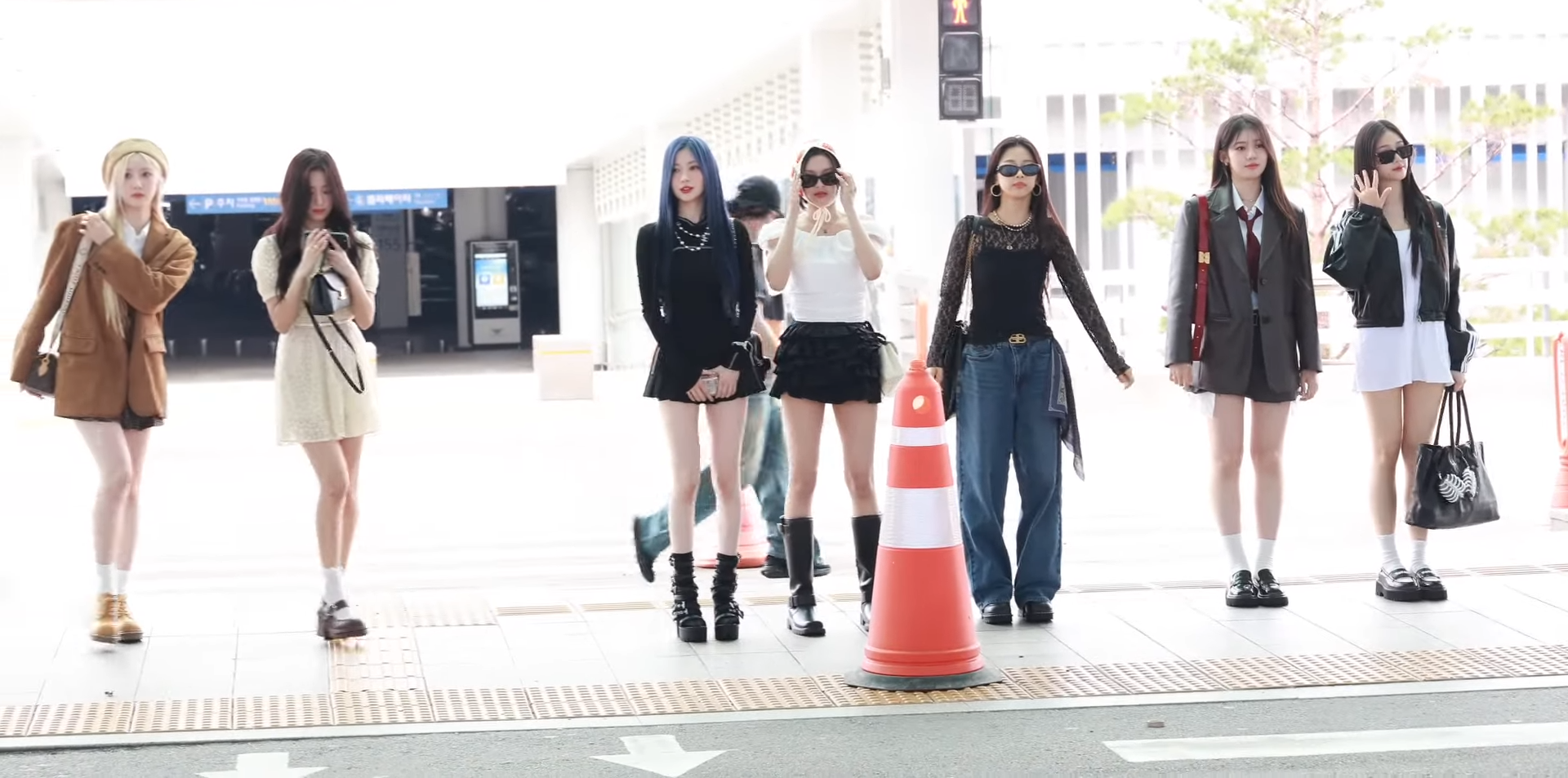
Babymonster en el Aeropuerto Internacional de Incheon para asistir al Gran Premio de Fórmula 1 de Singapur en septiembre de 2024.

### Estilo musical e influencias
Etiquetado como un grupo versátil que se adapta sin esfuerzo a cualquier estilo musical, el septeto ha incursionado en una amplia gama de géneros a lo largo de su carrera, incluyendo hip hop, balada, R&B y EDM. Siguiendo el ejemplo de sus predecesoras, el grupo fue clasificado dentro del estilo característico de su compañía en el “hip hop”; sin embargo, el conjunto ha construido sobre esa base para fusionar géneros y mostrar diversos estilos desde su debut.
Conocidas por su “presencia escénica” y “destreza musical”, Babymonster menciona como modelos a seguir a otros artistas de YG Entertainment, tomando inspiración especialmente de Blackpink y 2NE1. Estas influencias han dado forma a su estilo y sus presentaciones, reflejando el legado de sus predecesoras.

## Otras actividades

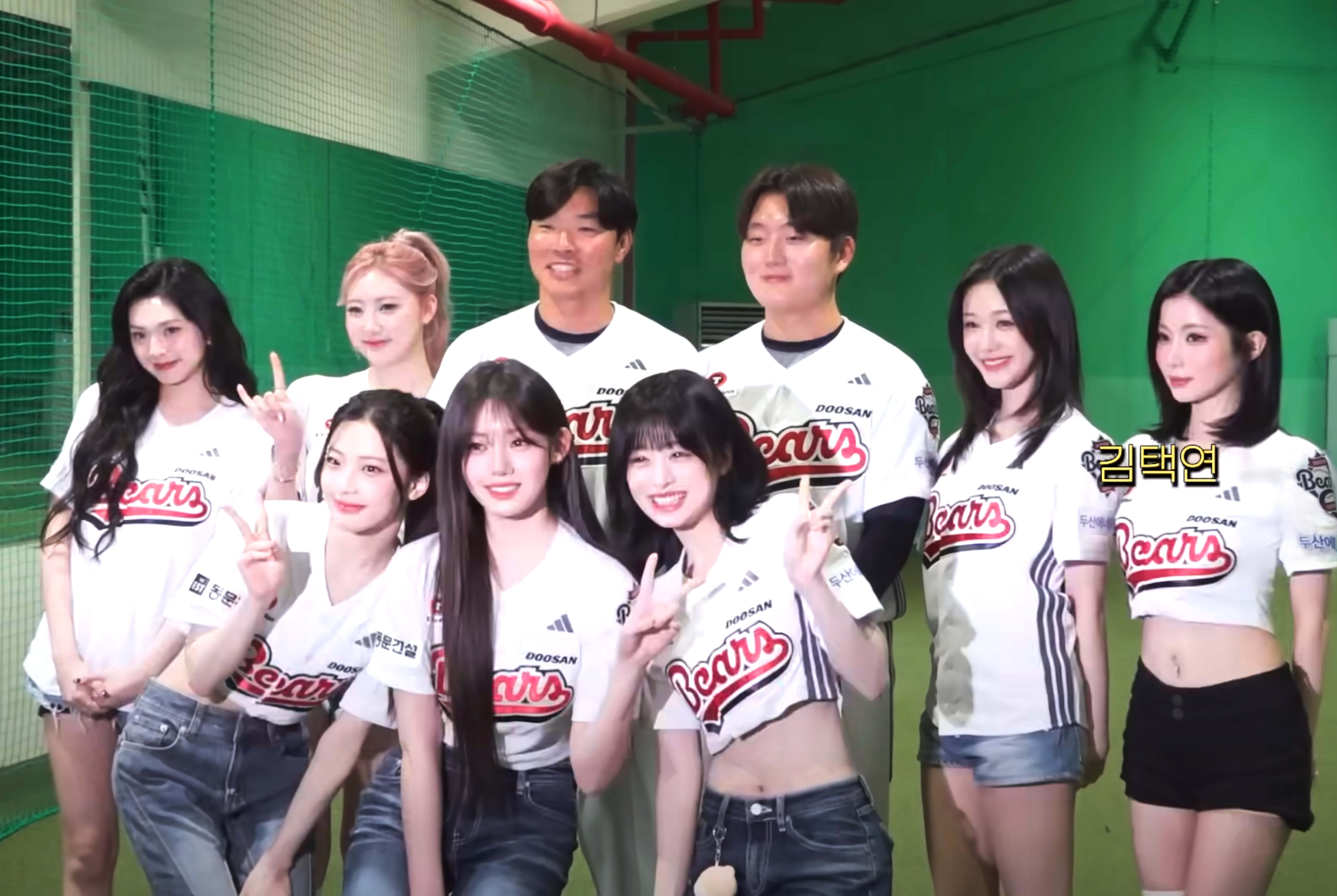
Babymonster con jugadores de los Doosan Bears para Adidas en abril de 2025.

### Patrocinios
En febrero de 2024, Babymonster se convirtió en presentadoras de Pepsi para la región de Asia-Pacífico, y en el rostro de la marca cosmecéutica CNP Laboratory de LG Household & Health Care, con el objetivo de ampliar su base de clientes de la Generación MZ. Dos meses después, el grupo se convirtió en socio global de Adidas, y en embajadoras de su colección deportiva Z.N.E. Para noviembre, el septeto fue imagen de la primera colaboración de la marca deportiva con Moon Boot, junto con la creadora de contenido y autora franco-argelina Léna Mahfouf. Al año siguiente, fueron nombradas embajadoras de Banila Co., y colaboraron con el videojuego de batalla campal PUBG Mobile por su séptimo aniversario, con la campaña “Imagination Studio” de Google Pixel en Japón, y con McDonald’s en Hong Kong.

### Filantropía
En colaboración con la Fundación Muju YG, el septeto ayudó a establecer un fondo de apoyo a través de la plataforma Happy Bean de Naver, destinado a combatir el hambre infantil y ayudar a niños con discapacidades. En 2025, Babymonster se unió nuevamente a la Fundación Muju YG y a la organización Loving Hands en la misma plataforma, para recaudar ₩9.9 millones y así proporcionar abrigos de invierno a 85 niños y adolescentes.

## Miembros

#### Escrito según la onomásticacoreana,japonesay tailandesa.
- Kawai Ruka (河井瑠花) Ella es la bailarina principal del grupo, también es rapera.
- Pharita Boonpakdeethaveeyod (ภริตา บุญภักดีทวียศ)Es una de las vocalistas del grupo, y también destaca su visual.
- Enami Asa (榎並杏紗) Ella es la rapera principal, y la segunda mejor bailarina del grupo, ha escrito y producido varias canciones de babymonster
- Jung Ahyeon (정아현) Ella debutó más tarde con el comeback sheesh, es vocalista del grupo y sub-rapper.
- (Rami) Shin Haram (신하람)  Ella es la vocalista principal del grupo y la tercera mejor bailarina, también deslumbra en su habilidad para rapear.
- (Rora) Lee Dain (이다인) Fue reclutada por YG, quien le pidió unirse a una audición, ella es la segunda mejor vocalista y también es una de las visuales.
- (Chiquita) Riracha Phondechaphiphat (ริราชา พรเดชาพิพัฒน์) Maknae( miembro más joven) Ella es vocalista y destaca por su carismática presencia en el escenario.

## Discografía

### Álbumes de estudio
| Título | Detalles                                                                                    | Posicionamiento en listas | Posicionamiento en listas | Posicionamiento en listas | Posicionamiento en listas | Ventas           | Certificaciones                           |
| Título | Detalles                                                                                    | COR                       | EUA                       | JPN                       | JPN Hot                   | Ventas           | Certificaciones                           |
| ------ | ------------------------------------------------------------------------------------------- | ------------------------- | ------------------------- | ------------------------- | ------------------------- | ---------------- | ----------------------------------------- |
| Drip   | - Lanzamiento: 1 de noviembre de 2024 - Discográfica: YG - Formatos: CD, digital, streaming | 1                         | 149                       | 9                         | 7                         | - COR: 1 018 684 | - KMCA: Platino - KMCA: 2× Platino (Nemo) |

### EP
| Título      | Año                                                                                        | Posicionamiento en listas | Posicionamiento en listas | Posicionamiento en listas | Posicionamiento en listas | Ventas         | Certificaciones                           |
| Título      | Año                                                                                        | COR                       | EUA World                 | JPN                       | JPN Hot                   | Ventas         | Certificaciones                           |
| ----------- | ------------------------------------------------------------------------------------------ | ------------------------- | ------------------------- | ------------------------- | ------------------------- | -------------- | ----------------------------------------- |
| BabyMons7er | - Lanzamiento: 1 de abril de 2024 - Discográfica: YG - Formatos: CD, digital, streaming    | 3                         | 15                        | 6                         | 17                        | - COR: 814 156 | - KMCA: Platino - KMCA: 2× Platino (Nemo) |
| We Go Up    | - Lanzamiento: 10 de octubre de 2025 - Discográfica: YG - Formatos: CD, digital, streaming | Pendiente                 | Pendiente                 | Pendiente                 | Pendiente                 | Pendiente      | Pendiente                                 |

### Sencillos
| Título                                                                             | Año  | Posición más alta | Posición más alta | Posición más alta | Posición más alta | Posición más alta | Álbum       |
| Título                                                                             | Año  | COR               | COR Songs         | EUA World         | JPN Hot           | WW                | Álbum       |
| ---------------------------------------------------------------------------------- | ---- | ----------------- | ----------------- | ----------------- | ----------------- | ----------------- | ----------- |
| «Batter Up»                                                                        | 2023 | 123               | —                 | 5                 | 100               | 101               | BabyMons7er |
| «Stuck in the Middle»                                                              | 2024 | —                 | —                 | —                 | —                 | —                 | BabyMons7er |
| «Sheesh»                                                                           | 2024 | 10                | 7                 | —                 | 42                | 33                | BabyMons7er |
| «Forever»                                                                          | 2024 | 101               | —                 | 7                 | 92                | 141               | Drip        |
| «Clik Clak»                                                                        | 2024 | —                 | —                 | —                 | —                 | —                 | Drip        |
| «Drip»                                                                             | 2024 | 10                | 25                | —                 | 26                | 30                | Drip        |
| «Hot Sauce»                                                                        | 2025 | 109               | —                 | —                 | 41                | —                 | Sin álbum   |
| «We Go Up»                                                                         | 2025 | Pendiente         | Pendiente         | Pendiente         | Pendiente         | Pendiente         | We Go Up    |
| «—» indica que el sencillo no alcanzó posición alguna o no fue lanzado en el país. |      |                   |                   |                   |                   |                   |             |

### Sencillos promocionales
| Título  | Año  | Mejor posición | Álbum            |
| Título  | Año  | COR Down.      | Álbum            |
| ------- | ---- | -------------- | ---------------- |
| «Dream» | 2023 | 92             | BabyMons7er      |
| «Ghost» | 2025 | —              | Mieruko-chan OST |

### Otras canciones en listas
| Título                 | Año  | Mejor posición | Álbum       |
| Título                 | Año  | COR Down.      | Álbum       |
| ---------------------- | ---- | -------------- | ----------- |
| «Monsters (Intro)»     | 2024 | 113            | BabyMons7er |
| «Like That»            | 2024 | 64             | BabyMons7er |
| «Love, Maybe»          | 2024 | 125            | Drip        |
| «Really Like You»      | 2024 | 116            | Drip        |
| «Billionaire»          | 2024 | 126            | Drip        |
| «Love in My Heart»     | 2024 | 106            | Drip        |
| «Woke Up in Tokyo»     | 2024 | 142            | Drip        |
| «Batter Up» (remezcla) | 2024 | 145            | Drip        |

## Videografía

### Videos musicales
| Título                | Año  | Director                   | Ref.            |
| --------------------- | ---- | -------------------------- | --------------- |
| «Dream»               | 2023 | Desconocido                | [ 110 ]         |
| «Batter Up»           | 2023 | Seo Hyun-seung (Gigant)    | [ 111 ]         |
| «Stuck in the Middle» | 2024 | Jason Kim (Flipevil)       | [ 112 ]         |
| «Sheesh»              | 2024 | Seo Hyun-seung (Gigant)    | [ 113 ]         |
| «Forever»             | 2024 | Samson (Highqualityfish)   | [ 114 ]         |
| «Clik Clak»           | 2024 | Yang Soonsik (YSS Studio)  | [ 115 ] [ 116 ] |
| «Drip»                | 2024 | Samson (Highqualityfish)   | [ 117 ] [ 118 ] |
| «Love in My Heart»    | 2024 | Yang Soon-sik (YSS Studio) | [ 119 ] [ 120 ] |
| «Really Like You»     | 2025 | Jason Kim (Flipevil)       | [ 121 ] [ 122 ] |
| «Hot Sauce»           | 2025 | Desconocido                | [ 123 ]         |

### Otros videos
| Título                                      | Año  | Director    | Ref.    |
| ------------------------------------------- | ---- | ----------- | ------- |
| "Like That" (Exclusive Performance Video)   | 2024 | Desconocido | [ 124 ] |
| "Billionaire" (Exclusive Performance Video) | 2025 | Desconocido | [ 125 ] |

## Filmografía

### Reality Shows
| Año  | Título          | Cadena  | Episodios | Notas                     |
| ---- | --------------- | ------- | --------- | ------------------------- |
| 2023 | Last Evaluation | Youtube | 8         | Reality de supervivencia. |
| 2024 | HUNTED HOUSE    | Youtube | 2         |                           |

### Programa de Variedades
| Año  | Título       | Cadena | Episodio/s | Notas       |
| ---- | ------------ | ------ | ---------- | ----------- |
| 2024 | Knowing Bros | JTBC   | 429        |             |
| 2024 | Running Man  | SBS    | 727        | Rami, Rora  |
| 2025 | Running Man  | SBS    | 759        | Ahyeon, Asa |

### Documentales
| Año  | Título        | Cadena  | Episodios |
| ---- | ------------- | ------- | --------- |
| 2024 | YG PRODUCTION | Youtube | 1,4,5     |

## Giras y conciertos

### Fan meeting
| Fecha      | Ciudad   | País          | Lugar                                   | Asistencia   | Ref.    |
| ---------- | -------- | ------------- | --------------------------------------- | ------------ | ------- |
| 11/05/2024 | Tokio    | Japón         | Ariake Arena                            | 26.000       | [ 42 ]  |
| 12/05/2024 | Tokio    | Japón         | Ariake Arena                            | 26.000       | [ 42 ]  |
| 08/06/2024 | Yakarta  | Indonesia     | Tennis Indoor Senayan                   | —            | [ 126 ] |
| 15/06/2024 | Singapur | Singapur      | The Star Performing Arts Centre         | Aprox: 5.000 | [ 127 ] |
| 23/06/2024 | Taipéi   | Taiwán        | Taipei Music Center                     | —            | [ 126 ] |
| 29/06/2024 | Bangkok  | Tailandia     | Paragon Hall                            | —            | [ 126 ] |
| 30/06/2024 | Bangkok  | Tailandia     | Paragon Hall                            | —            | [ 126 ] |
| 30/07/2024 | Kōbe     | Japón         | World Memorial Hall                     | 20.000       | [ 128 ] |
| 31/07/2024 | Kōbe     | Japón         | World Memorial Hall                     | 20.000       | [ 128 ] |
| 10/08/2024 | Seúl     | Corea del Sur | Kyung Hee University Grand Peace Palace | —            | [ 130 ] |
| 11/08/2024 | Seúl     | Corea del Sur | Kyung Hee University Grand Peace Palace | —            | [ 130 ] |

### World Tour
| Fecha      | Ciudad           | País           | Lugar                                   | Asistencia | Ref.            |
| ---------- | ---------------- | -------------- | --------------------------------------- | ---------- | --------------- |
| 25/01/2025 | Seúl             | Corea del Sur  | Arena de Gimnasia Olímpica              | 20.000     | [ 131 ] [ 132 ] |
| 26/01/2025 | Seúl             | Corea del Sur  | Arena de Gimnasia Olímpica              | 20.000     | [ 131 ] [ 132 ] |
| 28/02/2025 | Newark           | Estados Unidos | Prudential Center                       | —          | [ 133 ]         |
| 02/03/2025 | Inglewood        | Estados Unidos | Kia Forum                               | —          | [ 133 ]         |
| 14/03/2025 | Yokohama         | Japón          | Pia Arena MM                            | 30.000     | [ 135 ]         |
| 15/03/2025 | Yokohama         | Japón          | Pia Arena MM                            | 30.000     | [ 135 ]         |
| 16/03/2025 | Yokohama         | Japón          | Pia Arena MM                            | 30.000     | [ 135 ]         |
| 22/03/2025 | Nagoya           | Japón          | Port Messe Nagoya Exhibition Hall 1     | 24.000     | [ 137 ]         |
| 23/03/2025 | Nagoya           | Japón          | Port Messe Nagoya Exhibition Hall 1     | 24.000     | [ 137 ]         |
| 03/04/2025 | Osaka            | Japón          | Asue Osaka Arena                        | 20.000     | [ 138 ]         |
| 04/03/2025 | Osaka            | Japón          | Asue Osaka Arena                        | 20.000     | [ 138 ]         |
| 11/04/2025 | Yokohama         | Japón          | K-Arena Yokohama                        | 55.000     | [ 139 ]         |
| 12/04/2025 | Yokohama         | Japón          | K-Arena Yokohama                        | 55.000     | [ 139 ]         |
| 13/04/2025 | Yokohama         | Japón          | K-Arena Yokohama                        | 55.000     | [ 139 ]         |
| 19/04/2025 | Fukuoka          | Japón          | Fukuoka Kokusai Center                  | —          | [ 140 ]         |
| 20/04/2025 | Fukuoka          | Japón          | Fukuoka Kokusai Center                  | —          | [ 140 ]         |
| 17/05/2025 | Singapur         | Singapur       | Estadio Cubierto de Singapur            | 9.000      | [ 141 ]         |
| 24/05/2025 | Hong Kong        | China          | AsiaWorld-Arena                         | —          | [ 142 ]         |
| 31/05/2025 | Ho Chi Minh City | Vietnam        | Saigon Exhibition and Convention Center | —          | [ 142 ]         |
| 07/06/2025 | Bangkok          | Tailandia      | Impact Arena                            | —          | [ 142 ]         |
| 08/06/2025 | Bangkok          | Tailandia      | Impact Arena                            | —          | [ 142 ]         |
| 14/06/2025 | Yakarta          | Indonesia      | ICE BSD City Hall 5-6                   | —          | [ 142 ]         |
| 21/06/2025 | Kuala Lumpur     | Malasia        | Axiata Arena                            | 9.600      | [ 143 ]         |
| 28/06/2025 | Taipéi           | Taiwán         | NTSU Arena                              | 20.000     | [ 144 ]         |
| 29/06/2025 | Taipéi           | Taiwán         | NTSU Arena                              | 20.000     | [ 144 ]         |
| 30/08/2025 | Toronto          | Canadá         | Scotiabank Arena                        | —          | [ 145 ]         |
| 02/09/2025 | Rosemont         | Estados Unidos | Allstate Arena                          | —          | [ 145 ]         |
| 05/09/2025 | Atlanta          | Estados Unidos | State Farm Arena                        | —          | [ 145 ]         |
| 07/09/2025 | Fort Worth       | Estados Unidos | Dickies Arena                           | —          | [ 145 ]         |
| 10/09/2025 | Oakland          | Estados Unidos | Oakland Arena                           | —          | [ 145 ]         |
| 12/09/2025 | Seattle          | Estados Unidos | Climate Pledge Arena                    | —          | [ 145 ]         |

## Premios y nominaciones
| Ceremonia                 | Año  | Categoría                                     | Nominado/Trabajo | Resultado | Ref             |
| ------------------------- | ---- | --------------------------------------------- | ---------------- | --------- | --------------- |
| Asia Artist Awards        | 2024 | Popularity Award                              | Babymonster      | Nominado  | [ 146 ] [ 147 ] |
| Brand of the Year         | 2024 | Best Female Rookie                            | Babymonster      | Nominado  | [ 148 ]         |
| Brand of the Year         | 2024 | Best Female Rookie (Vietnam)                  | Babymonster      | Ganador   | [ 148 ]         |
| Circle Chart Music Awards | 2024 | Rookie of the Year-Global Streaming           | "Batter Up"      | Ganador   | [ 149 ]         |
| Circle Chart Music Awards | 2024 | Mubeat Global Choice Award-Female             | Babymonster      | Nominado  | [ 150 ]         |
| Circle Chart Music Awards | 2024 | Rookie of the Year-Streaming Unique Listeners | "Batter Up"      | Nominado  | [ 151 ]         |
| The Fact Music Awards     | 2024 | Best Music (Winter)                           | "Batter Up"      | Nominado  | [ 152 ]         |
| Golden Disc Awards        | 2025 | Best Album (Bonsang)                          | Drip             | Nominado  | [ 153 ]         |
| Golden Disc Awards        | 2025 | Best Digital Song (Bonsang)                   | "Sheesh"         | Nominado  | [ 153 ]         |
| Golden Disc Awards        | 2025 | Rookie Artist of the Year                     | Babymonster      | Ganador   | [ 153 ]         |
| Korea First Brand Awards  | 2025 | Female Rookie idol                            | Babymonster      | Nominado  | [ 154 ]         |
| Korea Grand Music Awards  | 2024 | Best 10 Artist                                | Babymons7er      | Nominado  | [ 155 ]         |
| Korea Grand Music Awards  | 2024 | Best Rookie - Artist                          | Babymons7er      | Nominado  | [ 155 ]         |
| Korea Grand Music Awards  | 2024 | Best Rookie - Song                            | "Sheesh"         | Nominado  | [ 155 ]         |
| Korea Grand Music Awards  | 2024 | Best 10 Songs                                 | "Sheesh"         | Nominado  | [ 155 ]         |
| Korea Grand Music Awards  | 2024 | Trend of the Year                             | Babymosnter      | Nominado  | [ 155 ]         |
| MAMA Awards               | 2024 | Fans' Choice Female Top 10                    | Babymosnter      | Ganador   | [ 156 ]         |
| MAMA Awards               | 2024 | Artist of the Year                            | Babymosnter      | Nominado  | [ 157 ]         |
| MAMA Awards               | 2024 | Best New Female Artist                        | Babymosnter      | Nominado  | [ 157 ]         |
| Melon Music Awards        | 2024 | Best New Artist                               | Babymosnter      | Nominado  | [ 158 ]         |
| Melon Music Awards        | 2024 | Top 10 Artist                                 | Babymosnter      | Nominado  | [ 158 ]         |